# Ascogaster exigua
Ascogaster exigua är en stekelart som beskrevs av Trevor Huddleston 1984. Ascogaster exigua ingår i släktet Ascogaster och familjen bracksteklar. Inga underarter finns listade.